# Arnold II de Boulogne
Arnold II de Boulogne, mort el 971, va ser comte de Boulogne de 965 a 971. Era fill d'Adalolf de Boulogne, comte de Boulogne.
A la mort del seu pare, ell i el seu germà, probablement menors, van ser desposseïts de les terres paternes pel seu oncle Arnold I de Flandes. Es van revoltar contra ell el 962, i encara que el seu germà va ser mort durant la revolta, Arnold II va aconseguir fer-se reconèixer la possessió del Bulonès el 965, aprofitant probablement la mort d'Arnold I de Flandes i de la minoria del seu successor.
Va morir el 971, deixant el comtat al seu fill Arnold III de Boulogne.

## Font
- Alain Lottin, Histoire de Boulogne-sur-Mer